# ハウリン・ウルフ
ハウリン・ウルフ（Howlin' Wolf、1910年6月10日 - 1976年1月10日）は、アメリカ合衆国ミシシッピ州ウェストポイント生まれの黒人ブルース歌手。本名はチェスター・アーサー・バーネット(Chester Arthur Burnett)。芸名が物語るように、強烈なダミ声で鮮烈な印象を残した。没後の1991年、ロックの殿堂の「アーリー・インフルエンス」部門入りを果たした。
「ローリング・ストーンの選ぶ歴史上最も偉大な100人のシンガー」において第31位。「ローリング・ストーンの選ぶ歴史上最も偉大な100組のアーティスト」において第54位。「Q誌の選ぶ歴史上最も偉大な100人のシンガー」において第46位。

## 生涯
1940年代頃から、テネシー州メンフィスを拠点に音楽活動を行っていたが、デビューしたのは1951年と遅咲きである。デビュー後はチェスと契約、長きに渡って同社から作品を発表していった。1952年にイリノイ州シカゴに移る際、ギタリストのウィリー・ジョンソンがシカゴ行きを嫌ったため、後任にヒューバート・サムリンを迎えた。1954年に初めてセッションに参加して以来ウルフが亡くなるまで、サムリンは仲間として活躍し、個性的な演奏で徐々にウルフの楽曲の中で存在感を増すようになった。1959年、ウルフは初のLP『モーニン・イン・ザ・ムーンライト』を発表し、以後『ハウリン・ウルフ』、『リアル・フォーク・ブルース』、『モア・リアル・フォーク・ブルース』、『ザ・ロンドン・ハウリン・ウルフ・セッションズ』、『チェンジ・マイ・ウェイ』などのLPをチェスから発表した。1968年11月、当時の流行に乗る形でサイケデリックな問題作『ハウリン・ウルフ・アルバム』を制作。マディ・ウォーターズの『エレクトリック・マッド』の続編とも言える内容だが、マディがそのコンセプトに乗り気であったのに対し、ウルフはそれを嫌い、3日間家に篭って抗議したという逸話も残っている。あくまでも己を通したウルフの姿勢を窺わせるエピソードである。1970年代に入るとウルフは交通事故の後遺症などもあり、体調を崩し往年の勢いを失っていく。しかし、そのような状況下でも活動を続けた。1972年にはライヴ盤『Live and Cookin' (At Alice's Revisited)』、1973年にはスタジオ盤『The Back Door Wolf』を発表し、後者が彼の最終作となった。1976年、イリノイ州ハインズで亡くなる。

## ロックへの影響
ハウリン・ウルフは1960年代以降、英米のロッカーたちに大きな影響を与えており、これまで多くのミュージシャンにより、ウルフの曲（またはウィリー・ディクスン作曲の曲）がカバーされてきた。ロンドンでレコーディングされた『ザ・ロンドン・ハウリン・ウルフ・セッションズ』には、多数のイギリス人ロック・ミュージシャンが参加。エリック・クラプトン、ローリング・ストーンズのビル・ワイマンとチャーリー・ワッツ、ローリング・ストーンズのサポート・メンバーだったイアン・スチュアートを中心に、一部の曲には元プラスティック・オノ・バンドのクラウス・フォアマンや元ビートルズのリンゴ・スターが参加し、更にスティーヴ・ウィンウッドもオーバー・ダビングで参加した。
また、レッド・ツェッペリンの「レモン・ソング」は、ウルフの「キリング・フロア」がオリジナルであり、後にウルフの名前も共作者としてクレジットに追加された。
デビュー・アルバム収録の「ハウ・メニー・モア・タイムズ」の歌詞の一部がウルフの「ハウ・メニー・モア・イヤーズ」からの引用とされている。

## ディスコグラフィ

### オリジナル・アルバム
- 『モーニン・イン・ザ・ムーンライト』 - Moanin' in the Moonlight（1959年、Chess）
- 『ハウリン・ウルフ』 - Howlin' Wolf（1962年、Chess）※通称：ザ・ロッキン・チェア・アルバム
- 『リアル・フォーク・ブルース』 - Real Folk Blues（1966年、Chess）
- 『モア・リアル・フォーク・ブルース』 - More Real Folk Blues（1967年、Chess）
- 『ザ・スーパー・スーパー・ブルース・バンド』 - The Super Super Blues Band（1968年、Checker）※マディ・ウォーターズ、ボ・ディドリーとの共演
- 『ハウリン・ウルフ・アルバム』 - The Howlin' Wolf Album（1969年、Cadet）
- 『メッセージ・トゥ・ザ・ヤング』 - Message to the Young（1971年、Chess）
- 『ザ・ロンドン・ハウリン・ウルフ・セッションズ』 - The London Howlin' Wolf Sessions（1971年、Chess）
- 『ライヴ・アンド・クッキン』 - Live and Cookin' (At Alice's Revisited)（1972年、Chess）
- 『ザ・バック・ドア・ウルフ』 - The Back Door Wolf（1973年、Chess）

### 編集盤
- 『チェンジ・マイ・ウェイ』 - Change My Way（1975年、Chess）
- Cadillac Daddy: Memphis Recordings, 1952（1989年、Rounder）
- Howlin' Wolf Rides Again（1991年、Flair/Virgin）
- The Chess Box（1991年、Chess/MCA）
- Ain't Gonna Be Your Dog-Chess Collectibles, Vol. Two（1994年、Chess/MCA）

## カバー曲
他者がウルフをカバーした曲
- 「リトル・レッド・ルースター」[8] - ローリング・ストーンズ